# Джонглей
Джонглей (араб. جونقلي) — штат Південного Судану. Столицею штату є місто Бор.

## Географія
Річка Білий Ніл утворює західний кордон Джонглею. На півдні штату розташоване болото Кенамуке, частина національного парку Бома.

## Історія
З 1919 по 1976 рік Джонглей належав до провінції Верхній Ніл. В 1976 році Джонглей відокремився як окрема провінція. З 1991 по 1994 територія був частиною новоствореного штату Верхній Ніл. 14 лютого 1994 відокремився знову як окремий штат.
У перші вибори губернатора в квітні 2010 року переможцем оголосили Куола Маньянга Юука, офіційного кандидата від НАВС . Генерал НАВС Джордж Джон Ден, який прийшов до влади як незалежний кандидат, звинуватив Юука у фальсифікації результатів виборів і підняв бунт в штаті.
Джонглей відокремився від Судану як частина республіки Південний Судан 9 липня 2011 року.

## Адміністративно-територіальний поділ
У 2011—2015 роках штат Джонглей був розділений на 11 округів: Айод, Акобо, Бор, Дук, Ньїроль, Пібор, Пігі, Почалла, Твік-Східний, Урор і Фангак. Кожен округ очолював комісар, що призначався президентом Південного Судану разом з губернатором штату, згідно з проханням місцевого населення. Штат Джонглей населений п'ятьма племенами, а саме мурло, дінка, нуер, аньяк і качіпос на кордоні з Ефіопією, на сході — бома. Штат межує з Ефіопією на сході, зі Східною Екваторією на південному сході та з Центральною Екваторією на півдні.
У 2015 році внаслідок адміністративної реформи штат Джонглей був розділений на 4 штати — Джонглей (округи Бор, Дук, Твік-Східний), Бома (округи Пібор і Почалла), Західне Біє (округи Фангак і Айок), Східне Біє (округи Акобо, Ньїроль і Урор), округ Пігі відійшов до штату Східний Ніл.